# Beautiful (пісня Snoop Dogg)
«Beautiful» — пісня американського репера Snoop Dogg за участю Фаррелла Вільямса та Чарлі Вілсона, випущена 27 січня 2003 року як другий сингл із шостого студійного альбому Снуп Догга Paid tha Cost to Be da Boss. Пісня була написана Снуп Доггом разом із продюсерами The Neptunes (Фаррелл Вільямс і Чад Г'юго). Музичне відео було знято в Ріо-де-Жанейро.
Пісня посіла шосте місце в Billboard Hot 100 і друге місце в Hot Rap Songs. Вона також була успішною в інших країнах, таких як Австралія та Нова Зеландія, де він досяг четвертого місця.

## Музичне відео
Музичне відео на пісню було знято Крісом Робінсоном з Partizan Entertainment. Воно досягло 6-го місця в топ-100 музичних відео LAUNCH. Перша відеозйомка відбулася в Ескадарія Селарон, район Лапа, Ріо-де-Жанейро. Жовто-зелено-блакитні сходи бразильського кольору були виготовлені Selaron, який почав модернізувати 125-метрову вулицю з 215 сходинками вгору в 1990 році, і це не було закінчено до самого дня зйомки. Ці сходи з'єднують вулицю Хоакім Сільва в Лапі з вулицею Пінто Мартінс в Санта-Тереза. Далі кадр переоноситься в парк Лаге на території особняка 1920-х років між Лагоа та ботанічним садом, біля підніжжя Корковадо. У кліпі також знялася бразильська модель Мішель Мартінс у ролі коханки Снуп Догга. Снуп оточений групою барабанщиків, які грають довгу барабанну інтерлюдію. Третя сцена знята на Копакабані, де Снуп оточений величезним натовпом своїх шанувальників в одному з сегментів, а в іншому він і його друзі спираються на свою машину та спостерігають за місцевими дівчатами, що проходять повз.

## Список композицій
- CD-сингл[5]

1. «Beautiful» (Radio Edit) (за участю Pharrell) — 4:04
2. «Beautiful» (Instrumental) — 4:21
3. «Ballin'» (Clean Version) (за участю The Dramatics, Lil' Half Dead) — 5:19
4. «Beautiful» (Vídeo) — 5:27

## Чарти
| Чарт (2003)                               | Пікова позиція |
| ----------------------------------------- | -------------- |
| Австралія (ARIA)                          | 4              |
| Австралія (ARIA) Urban Singles            | 2              |
| Австрія (Ö3 Austria Top 75)               | 19             |
| Бельгія (Ultratip Wallonia)               | 14             |
| Canada (Nielsen SoundScan)                | 47             |
| Canada CHR (Nielsen BDS)                  | 11             |
| Данія (Tracklisten)                       | 14             |
| Франція (SNEP)                            | 39             |
| Німеччина (Media Control AG)              | 27             |
| Ireland (IRMA)                            | 41             |
| Італія (FIMI)                             | 17             |
| Нідерланди (Dutch Top 40)                 | 12             |
| Нідерланди (Mega Single Top 100)          | 13             |
| Нова Зеландія (RIANZ)                     | 4              |
| Швейцарія (Media Control AG)              | 19             |
| Шотландія (Official Charts Company)       | 37             |
| Велика Британія (Official Charts Company) | 23             |
| Велика Британія (UK R&B Chart)            | 8              |
| США (Billboard Hot 100)                   | 6              |
| США (Hot R&B/Hip-Hop Songs) (Billboard)   | 3              |
| США (Mainstream Top 40) (Billboard)       | 24             |
| США (Rap Songs) (Billboard)               | 2              |
| США (Rhythmic) (Billboard)                | 6              |

| Чарт (2003)                          | Позиція |
| ------------------------------------ | ------- |
| Australia (ARIA)                     | 37      |
| Netherlands (Dutch Top 40)           | 60      |
| Netherlands (Single Top 100)         | 64      |
| New Zealand (Recorded Music NZ)      | 9       |
| Switzerland (Schweizer Hitparade)    | 72      |
| UK (OCC)                             | 177     |
| UK Urban (Music Week)                | 13      |
| Billboard Hot 100                    | 42      |
| US Hot R&B/Hip-Hop Songs (Billboard) | 15      |